# Drosophila zonata
Drosophila zonata este o specie de muște din genul Drosophila, familia Drosophilidae, descrisă de Chen și Mahito Watabe în anul 1993. Conform Catalogue of Life specia Drosophila zonata nu are subspecii cunoscute.